# 慢拍摇滚
慢拍摇滚（英語：Rocksteady）是一种音乐类型，起源于1966年左右的牙买加。作为斯卡音乐的继承者和雷鬼音樂的前身，慢拍摇滚在将近两年的时间里一直是牙买加的主流音乐风格，雷鬼音乐先驱都曾表演过此种音乐。同斯卡音乐，一些慢拍摇滚歌曲在牙买加以外的地方大受欢迎，这帮助奠定了雷鬼音乐如今的国际基础。